# Стюбенвілл (Огайо)
Стюбенвілл (англ. Steubenville) — місто (англ. city) в США, в окрузі Джефферсон штату Огайо. Населення — 18 161 особа (2020).

## Географія
Стюбенвілл розташований за координатами 40°21′59″ пн. ш. 80°39′25″ зх. д. / 40.36639° пн. ш. 80.65694° зх. д. (40.366320, -80.657069). За даними Бюро перепису населення США в 2010 році місто мало площу 27,52 км², з яких 27,31 км² — суходіл та 0,21 км² — водойми.

### Клімат
| Клімат : Стюбенвілл     | Клімат : Стюбенвілл | Клімат : Стюбенвілл | Клімат : Стюбенвілл | Клімат : Стюбенвілл | Клімат : Стюбенвілл | Клімат : Стюбенвілл | Клімат : Стюбенвілл | Клімат : Стюбенвілл | Клімат : Стюбенвілл | Клімат : Стюбенвілл | Клімат : Стюбенвілл | Клімат : Стюбенвілл | Клімат : Стюбенвілл |
| Показник                | Січ.                | Лют.                | Бер.                | Квіт.               | Трав.               | Черв.               | Лип.                | Серп.               | Вер.                | Жовт.               | Лист.               | Груд.               | Рік                 |
| Середній максимум, °C   | 3,3                 | 5,0                 | 10,6                | 17,2                | 22,8                | 27,2                | 28,9                | 28,3                | 24,4                | 18,3                | 11,1                | 5,0                 | 16,7                |
| Середня температура, °C | −1,7                | 0,0                 | 4,4                 | 10,6                | 16,1                | 21,1                | 22,8                | 22,2                | 18,9                | 12,2                | 6,1                 | 0,6                 | 11,1                |
| Середній мінімум, °C    | −6,1                | −5,6                | −1,1                | 3,9                 | 9,4                 | 14,4                | 17,2                | 16,1                | 12,8                | 6,1                 | 1,1                 | −3,9                | 5,6                 |
| Норма опадів, мм        | 76                  | 64                  | 94                  | 89                  | 104                 | 107                 | 107                 | 89                  | 81                  | 71                  | 76                  | 76                  | 1031                |
| ----------------------- | ------------------- | ------------------- | ------------------- | ------------------- | ------------------- | ------------------- | ------------------- | ------------------- | ------------------- | ------------------- | ------------------- | ------------------- | ------------------- |
| Джерело: Weatherbase    |                     |                     |                     |                     |                     |                     |                     |                     |                     |                     |                     |                     |                     |

## Демографія
Згідно з переписом 2010 року, у місті мешкало 18 659 осіб у 7548 домогосподарствах у складі 4220 родин. Густота населення становила 678 осіб/км². Було 8857 помешкань (322/км²).
Расовий склад населення:
| - 79,0 % — білих - 15,9 % — чорних або афроамериканців - 0,8 % — азіатів - 0,2 % — корінних американців |

До двох чи більше рас належало 3,5 %. Частка іспаномовних становила 2,4 % від усіх жителів.
За віковим діапазоном населення розподілялося таким чином: 20,3 % — особи молодші 18 років, 62,2 % — особи у віці 18—64 років, 17,5 % — особи у віці 65 років та старші. Медіана віку мешканця становила 38,8 року. На 100 осіб жіночої статі у місті припадало 85,7 чоловіків; на 100 жінок у віці від 18 років та старших — 82,3 чоловіків також старших 18 років.
Середній дохід на одне домашнє господарство становив 50 236 доларів США (медіана — 33 179), а середній дохід на одну сім'ю — 65 309 доларів (медіана — 47 532). Медіана доходів становила 50 158 доларів для чоловіків та 33 072 долари для жінок. За межею бідності перебувало 27,2 % осіб, у тому числі 35,3 % дітей у віці до 18 років та 12,7 % осіб у віці 65 років та старших.
Цивільне працевлаштоване населення становило 6747 осіб. Основні галузі зайнятості: освіта, охорона здоров'я та соціальна допомога — 34,4 %, роздрібна торгівля — 13,3 %, мистецтво, розваги та відпочинок — 9,3 %, науковці, спеціалісти, менеджери — 7,6 %.

## Персоналії
- Чарлз Стентон Огл (1865—1940) — американський актор німого кіно.
- Дін Мартін (1917—1995) — американський співак (кроунер), актор, комік і кінопродюсер італійського походження.